# کیتی فیلمز
کیتی فیلمز (انگلیسی: Kitty Films) شرکت فیلم‌سازی ژاپنی است، که در سال ۱۹۷۲ تأسیس شد.